# Direito econômico
Direito Econômico é o ramo do direito que se compõe das normas jurídicas que regulam a produção e a circulação de produtos e serviços, com vista ao desenvolvimento econômico do país jurisdicionado, especialmente no que diz respeito ao controle do mercado interno, a luta e disputa lá estabelecida entre as empresas, bem como nos acertos e arranjos feitos para explorarem o mercado.
São normas, portanto, que regulam os monopólios e oligopólios, fusões e incorporações, tentando impedir a concorrência desleal, a manipulação de preços e mercado pelas corporações, através da maior transparência e regulação do assunto.
No Brasil, as normas estão espalhadas em leis (mesmo porque Direito Econômico e Empresarial são espécies de um mesmo gênero), dentre as quais se destacam a Lei Antitruste (Lei 8.884/94) e a Lei de Economia Popular.
Segundo o introdutor da disciplina no Brasil, o Professor Washington Peluso Albino de Souza, cuja tese de concurso "Ensaio sobre conceituação jurídica do preço", de 1949, apresentada à Universidade Federal de Minas Gerais, assinala o início das reflexões sobre o tema, embora seja um conjunto de normas de conteúdo econômico, o que o diferencia do Direito Civil, do Direito Comercial (ou, depois de entrar em vigor o Código Civil de 2002, Empresarial), do Direito Administrativo, é ser o seu objeto a disciplina da política econômica, e seu sujeito agente que dela participe. Toma como fundamento para a validade das medidas de política econômica a "ideologia constitucionalmente adotada", que se compõe dos valores que vêm a ser adotados no Texto Constitucional, independentemente de corresponderem a visões de mundo que se repilam entre si, de tal modo que se mitiguem (exemplo: propriedade privada/função social da propriedade). Temas como a repressão ao abuso do poder econômico, a concentração empresarial estimulada como estratégia de desenvolvimento, o planejamento econômico, a política monetária, o tratamento legislativo dos juros, a política de preços constituem, de acordo com a concepção do Mestre mineiro, o seu campo de estudos.

## Constituição Federal de 1988
O conjunto de princípios e regras que configuram uma dada ordem econômica presente na Constituição é denominado "Constituição Econômica", e o tema tem gerado literatura abundante, tanto na Europa, notadamente a obra do Professor da Universidade de Coimbra, Vital Moreira, com amplas referências à doutrina germânica, como no Brasil, com as contribuições de Washington Peluso Albino de Souza e Eros Roberto Grau, sobretudo.
A Constituição Federal de 1988  trata especificamente da atividade econômica entre os artigos 170 e 181, elencando princípios gerais, estatuto jurídico da empresa pública, da sociedade de economia mista e de suas subsidiárias, monopólios da União, dentre outros; mas principalmente determina ao Estado uma função: "Agente Normativo e Regulador da Atividade Econômica". No artigo 24, I, o Direito Econômico é mencionado nominalmente dentre as matérias submetidas à competência legislativa concorrente da União, dos Estados-membros e do Distrito Federal. Muitas das matérias específicas de Direito Econômico, como a moeda, estão sob a competência privativa da União. A possibilidade, a partir da leitura dos incisos I e II do artigo 30 da Constituição Federal, de o Município, em alguns aspectos, legislar em matéria de Direito Econômico foi versada pelo Professor da Universidade Federal de Minas Gerais Giovani Clark em sua tese de doutoramento.
CF 1988
Art. 174. Como agente normativo e regulador da atividade econômica, o Estado exercerá, na forma da lei, as funções de fiscalização, incentivo e planejamento, sendo este determinante para o setor público e indicativo para o setor privado.

## Código Civil - Direito Empresarial
Já o Código Civil de 2002 , em vigor desde janeiro de 2003, a partir do art. 966 trata do Direito Empresarial e elencou, por exemplo, o significado prático de transformação, Incorporação fusão e cisão de sociedades:
CC 2002 - Lei 10.406/02
Art. 1.113. O ato de transformação independe de dissolução ou liquidação da sociedade, e obedecerá aos preceitos reguladores da constituição e inscrição próprios do tipo em que vai converter-se.
Art. 1.116. Na incorporação, uma ou várias sociedades são absorvidas por outra, que lhes sucede em todos os direitos e obrigações, devendo todas aprová-la, na forma estabelecida para os respectivos tipos.
Art. 1.119. A fusão determina a extinção das sociedades que se unem, para formar sociedade nova, que a elas sucederá nos direitos e obrigações.
Art. 1.122. Até noventa dias após publicados os atos relativos à incorporação, fusão ou cisão, o credor anterior, por ela prejudicado, poderá promover judicialmente a anulação deles.